# مبوجي-مايي
مبوجي-مايي (بالإنجليزية: Mbuji-Mayi) (باكوانجا (Bakwanga) سابقًا) تعد عاصمة مقاطعة كاساي أوريينتال في جنوب وسط جمهورية الكونغو الديمقراطية. وتعد ثالث أكبر مدن البلاد، وذلك بعد العاصمة كينشاسا، ثم ثاني أكبر مدينة وهي لوبومباشي، ولكنها أكبر مساحة من كيسانغاني (Kisangani) وكانانغا. وعلى الرغم من أنها تعد أكبر ثالث مدينة في جمهورية الكونغو الديمقراطية، فإن عدد سكانها غير معروف على وجه الدقة. وتتراوح تقديرات عدد السكان المذكورة في كتاب حقائق العالم لعام 2010 الصادر عن وكالة المخابرات الأمريكية ما بين 1480000. وحتى 3500000 طبقًا لتقديرات الأمم المتحدة لعام 2008.
تقع مدينة مبوجي-مايي في ريف لوبا على ضفاف نهر سانكورو (Sankuru River). وقد اشتق اسم مبوجي-مايي من اللغة المحلية المعروفة باسم لغة تشيلوبا ويُترجم إلى «ماء الماعز»، وهو اسم مشتق نسبة إلى العدد الضخم للماعز في المنطقة، كما أن موقع المدينة على نهر سانكورو جعلها بقعة رئيسية للسقاية. وعلى الرغم من العدد الضخم للسكان، تبقى المدينة نائية الموقع، مما جعل اتصالها بالمقاطعات المحيطة أو مدينتي كينشاسا ولوبومباشي محدودًا. هذا ويتوفر السفر الجوي عن طريق مطار مبوجي-مايي.

## معلومات تاريخية

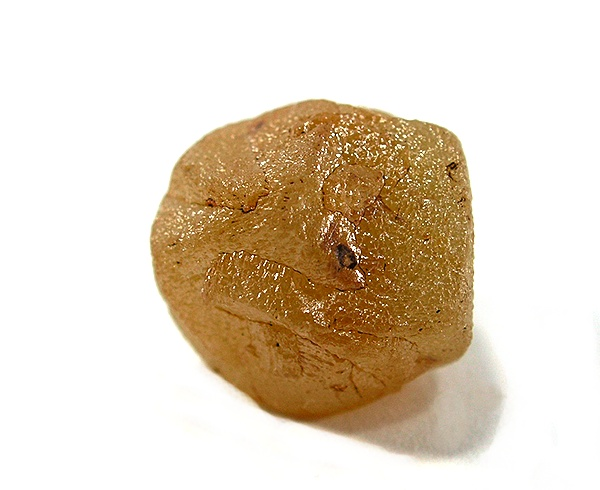
محلة الماس، منجم ميبا، مبوجي مايي

### حقبة ما قبل الاستقلال
كانت المنطقة التي تقع فيها مدينة مبوجي-مايي الآن مجموعة من القرى تنتشر ذات مرة على أرض تملكها قبيلة باكوانجا. تم اكتشاف ألماس لأول مرة في المنطقة في وقت مبكر بحلول عام 1907، إلا أن القيمة الحقيقية لهذا الاكتشاف لم تكن واضحة حتى عام 1913. وفي أعقاب هذا الاكتشاف، تم إنشاء معسكر تعدين لاستضافة عمال المناجم وموظفي شركة شركة تعدين باكوانجا (Societé minière de Bakwanga)(MIBA) في المنطقة.
وهكذا نمت المدينة، في الوقت الذي كانت تعرف فيه باسم باكوانجا، بسرعة ولكن في حدود التخطيط الدقيق لشركة MIBA، والتي قسمت المجتمع إلى معسكرات عمالية، ومناطق تعدين، وأحياء سكنية. ولم يكن النمو الذي شهدته المدينة مفاجئًا، كما أن التخطيط قد تم مع الأخذ في الاعتبار احتياجات شركة التعدين ـ وليس تنمية المنطقة كمركز سكاني بوجه عام.
وفي الواقع، فإن الخوف من سرقة موارد ألماس الشركة قد دفع شركة MIBA إلى إحباط محاولات تنمية المنطقة، كما أنها راقبت من كثب كل من يدخل ويخرج من المنطقة. فيجب على كل شخص في المنطقة أن يحصل على ترخيص يسمح له بالتواجد فيها، فضلاً عن التسجيل في مقر القيادة والذي يسمح بمراقبة السكان، الأمر الذي جعل الإقامة الدائمة في المنطقة أمرًا يستحيل حدوثه. وإلى جانب التعدين الذي تتولى أمره الشركة لم يكن هناك سوى نشاطات اقتصادية محدودة، كما استمر النشاط الزراعي في نطاق محدود، وبالتالي فإن عدد سكان المدينة ظل منخفضًا، ليبلغ حوالي 39830 في أواخر خمسينيات القرن العشرين.
ومع نمو المدينة، تطلبت احتياجات البنى التحتية استثمارًا في الطرق، والأعمال العامة، والمستشفيات. وفي حين أنه تم إنشاء العديد من المدارس الابتدائية للعمال، فحتى الاستقلال لم يكن التعليم العالي متاحًا لسكان المنطقة الأصليين.

### العاصمة
شهدت مبوجي-مايي نموًا بوتيرة متسارعة مع استقلال الكونغو عام 1960، وهجرة أعضاء جماعة لوبا العرقية من أجزاء مختلفة من البلاد.
وبعد الاستقلال بفترة وجيزة، أعلن ألبرت كالونجي (Albert Kalonji)، أحد زعماء قبائل لوبا، نفسه حاكمًا لدولة كاساي الجنوبية للتعدين (Mining State of South Kasai) في 8 أغسطس لعام 1960، كما أعلن أن المدنية والتي ما زالت تعرف باسم باكونجا عاصمة لدولته. وفي أبريل لعام 1961, أعلن كالونجي نفسه إمبراطورًا على المنطقة في احتفال قبلي تقليدي، ثم عاد إلى باكوانجا، حيث «حملته الحشود على الأعناق وسط هتافات وغناء، وابتهاج شعوب لوبا» ورقص استمر خارج قصره الملكي لأربعة أيام.
لم يدم الاحتفال طويلاً، حيث قامت القوات المسلحة لجمهورية الكونغو الديمقراطية (ANC) جيش الحكومة المركزية بالسيطرة على البلدة واعتقال كالونجي، بحلول ديسمبر عام 1961. وبعد فراره من السجن الذي كان محتجزًا به، أعاد كالونجي إنشاء حكومته، لفترة وجيزة. ثم بدأ هجومًا آخر على الدولة المستقلة في صيف عام 1962، حيث اشتبكت قوات الجيش الوطني الكونغولي التابعة للحكومة مع رجال القبائل ضعيفي التسليح خارج المدينة. ومجددًا ألقي القبض على كالونجي في 4 أكتوبر 1962, عندما أعادت القوات الكنغولية المركزية الاستيلاء على باكوانجا,  لتضع نهاية لاستقلال المنطقة بنجاح.

### جوناس نزمبا (Jonas Nzemba)
أثناء الثمانينيات والتسعينيات من القرن العشرين، أولت زائير وموبوتو قليلاً من الاهتمام بمدينة مبوجي-مايي، إذ أنها لم تقدم أي أموال تقريبًا لبناء الطرق، والمدارس، والمستشفيات.
وفي ظل هذا الفراغ السياسي، صعد نجم شركة MIBA للتعدين. كما حلت مقام الحكومة الفيدرالية، بعد أن قدمت استثمارات كثيفة في المنطقة - حيث قامت بإصلاح الطرق، ودفع رواتب الجنود، وإمداد المدينة بالماء والكهرباء من محطة الطاقة الخاصة بها. وكانت الشركة قد أنشأت صندوقًا اجتماعيًا بقيمة تتراوح بين 5 إلى 6 ملايين دولار سنويًا، أو ما يقرب من 8 في المائة من موازنتها السنوية. ولم تذهب هذه الأموال إلى إصلاح البنى التحتية فحسب، ولكن لتمويل جامعة جديدة أيضًا.
وبفضل هذه الاستثمارات ومنصبه بوصفه أكبر أصحاب الأعمال، أصبح جوناس موكامبا كادياتا نزمبا (Jonas Mukamba Kadiata Nzemba) الرئيس التنفيذي لشركة MIBA واحدًا من الرجال الأكثر نفوذًا في المنطقة، والحاكم الفعلي لمدينة مبوجي-مايي. وهكذا عُد نزمبا، الذي عينه موبوتو عام 1986، أحد الأعضاء الأكثر نفوذًا في حزب موبوتو السياسي، الحركة الثورية الشعبيةMouvement Populaire pour le Revolution (MPR)، ولكنه أطلق على نفسه في الوقت ذاته «أخًا» لإتيان تشيسيكيدي، وهو شخصية سياسية محلية ذات شعبية وأحد أهم رجال المعارضة لموبوتو.
ويعود إلى نزيمبا الفضل في إنشاء مؤتمر التنمية الاقتصادية لكاساي الشرقية (Conference pour le Developpement Economique de Kasai Oriental (CDEKO))، وهي مجموعة إقليمية للتنمية الاقتصادية تأسست في بداية تسعينيات القرن العشرين. كما دعم نزمبا أيضًا إنشاء جامعة كاساي، والتي تلقت دعمًا مشتركًا من MIBA والكنيسة الكاثوليكية المحلية، كما أصبحت مقرًا لمؤتمر التنمية الاقتصادية CDEKO. قادت المنظمة الجديدة النمو الاقتصادي في مدينة مبوجي-مايي، إذ ساعدت على دعم تنمية صناعة الزراعة، وصناعة البيرة التوسعية الجديدة في المدينة، كما أنها أطلقت شركة "ويترافا"، وهي شركة طيران مملوكة محليًا.
إلا أن رغبة موبوتو في أن يدع نزيمبا يُحكم سيطرته على المقاطعة من خلال شركة MIBA لم تكن بلا مقابل - إذ اضطر نزيمبا للتنازل عن مبلغ تصل قيمته إلى 1,5 وحتى 2 مليون دولار شهريًا يذهب إلى حساب موبوتو البنكي الشخصي.
وعلى الرغم من أن السخاء الذي أظهره نزيمبا وشركة MIBA قد ساعد مدينة مبوجي-مايي في الحفاظ على بعض مظاهر البنى التحتية، والخدمات الاجتماعية، ولكن على الأقل وطبقًا لمعايير زائير فإن المدينة كانت ما تزال ترزخ تحت وطأة المعاناة. عانت الكهرباء من انقطاع بين الحين والآخر، وانهارت الجامعة، وتفككت شبكة الطرق بفعل الأمطار. وفي خارج قطاع المدينة الذي تسيطر عليه شركة MIBA، كانت شبكة الطرق شبه معدومة، وبحلول عام 1991 لم تكن المدينة تمتلك سوى حوالي 19,7 كيلومتر من الطرق الممهدة، وجميعها في حالة سيئة. وفي عام 1990 تعطلت محطة الطاقة التي تديرها الدولة، لتصبح محطة MIBA الكهرومائية التي تنتج 11,8 ميجاوات المصدر الوحيد للكهرباء - إلا أن انقطاع التيار المتكرر قد دعا السكان المحليين لاستخدام مصادر طاقة أخرى مثل الحرارة والضوء، وبصورة رئيسية الخشب والفحم وهو ما أدى إلى عمليات إزالة واسعة للغابات في المنطقة.

### الحرب الأهلية
مع اندلاع حرب الكونغو الأولى، وقف نزيمبا أولاً بجانب موبوتو ضد المتمردين بقيادة لوران كابيلا (Laurent-Désiré Kabila)، ولكن تحالف القوى الديمقراطية من أجل تحرير الكونغو-زائير (AFDL أو ADFLC) اقترب من المدينة، وسرعان ما تحول نزيمبا عن موقفه وأصبح في الجانب المقابل.
وعندما سقطت المدينة في أيدي المتمردين في 4 إبريل 1997, واندلعت عمليات النهب من كلا الجانبين، استُنزفت موارد المدينة وأثر هذا سلبًا على عمليات تعدين شركة MIBA بشكل خاص. كما تم استدعاء نزيمبا إلى جوما للتحدث مع كابيلا، الذي احتجزه لعدة أيام، مما دفع عائلته إلى شراء إعلانات في الصحف معربة عن قلقها بخصوص سلامته. أطلق سراح نزيمبا بعد ذلك بفترة وجيزة، إلا أن MIBA بدأت في تقديم «مساهمات طوعية» إلى جهود الحرب التي تبذلها كابيلا - وتقدر تلك المساهمات في مجموعها بنحو 5,5 مليون دولار أمريكي في عامي 1997 و1998.
وفي أكتوبر 1998، وقعت مدينة مبوجي-مايي في قبضة الاحتلال بواسطة قوات زيمبابوي، وتشاد، بعد أن تدفقوا للبلاد لدعم كابيلا مع بداية نمو وتيرة حرب الكونغو الأولى.

## التنظيم الإقليمي والإداري
تتكون منطقة مبوجي مايي من خمس بلديات، يرأس كل منها رئيس بلدية : بيبمبا، وديبيندي، وديولو، وكانشي، ومويا. وقد كان هذا التقسيم إلى بلديات ساري المفعول منذ صدور الأمر الوزاري (الإداري) رقم 83 بتاريخ 4 مارس 1968 من وزير الداخلية.

## الثقافة والاقتصاد
وبوصفها مركزًا تجاريًا، تتعامل مبوجي-مايي في الأغلب مع التعدين في منجم الـألماس، ومعالجته، وإنتاجه في الكونغو. وتُعد شركة تعدين باكوانجا وشركة ديمانت الدولية أكبر الشركات المنتجة للألماس في المنطقة.
تفتقر المدينة كثيرًا إلى التنظيم والمعمار الأوروبي الكلاسيكي الذي تتميز به المدن الكبرى الأخرى في الكونغو والتي ورثتها من المستعمرين البلجيكيين. ويصف الصحفي ميشلا رونج (Michela Wrong) مبوجي-مايي بأنها «قرية غريبة بلا روح، ولا مركز واضح ... فهي مجتمعات قبلية وظيفية بحتة، مخصصة لجمع الثروات، مع القليل المتبقي لنشاطات أقل تركيزًا.» وحتى اليوم، تدور معظم المدينة حول شارع إنغا، حيث تنتشر محلات بيع الذهب والمعادن الأخرى. لتبقى التجارة الرئيسية للمدينة هي الألماس.

## المناخ
| البيانات المناخية لـمبوجي-مايي           | البيانات المناخية لـمبوجي-مايي | البيانات المناخية لـمبوجي-مايي | البيانات المناخية لـمبوجي-مايي | البيانات المناخية لـمبوجي-مايي | البيانات المناخية لـمبوجي-مايي | البيانات المناخية لـمبوجي-مايي | البيانات المناخية لـمبوجي-مايي | البيانات المناخية لـمبوجي-مايي | البيانات المناخية لـمبوجي-مايي | البيانات المناخية لـمبوجي-مايي | البيانات المناخية لـمبوجي-مايي | البيانات المناخية لـمبوجي-مايي | البيانات المناخية لـمبوجي-مايي |
| الشهر                                    | يناير                          | فبراير                         | مارس                           | أبريل                          | مايو                           | يونيو                          | يوليو                          | أغسطس                          | سبتمبر                         | أكتوبر                         | نوفمبر                         | ديسمبر                         | المعدل السنوي                  |
| ---------------------------------------- | ------------------------------ | ------------------------------ | ------------------------------ | ------------------------------ | ------------------------------ | ------------------------------ | ------------------------------ | ------------------------------ | ------------------------------ | ------------------------------ | ------------------------------ | ------------------------------ | ------------------------------ |
| متوسط درجة الحرارة الكبرى °م (°ف)        | 30.4 (86.7)                    | 30.6 (87.1)                    | 31.4 (88.5)                    | 31.6 (88.9)                    | 32.6 (90.7)                    | 32.5 (90.5)                    | 32.2 (90.0)                    | 31.5 (88.7)                    | 31.4 (88.5)                    | 30.9 (87.6)                    | 30.7 (87.3)                    | 30.3 (86.5)                    | 31.3 (88.4)                    |
| المتوسط اليومي °م (°ف)                   | 25.2 (77.4)                    | 25.3 (77.5)                    | 25.9 (78.6)                    | 25.9 (78.6)                    | 26.1 (79.0)                    | 25.1 (77.2)                    | 24.9 (76.8)                    | 25.3 (77.5)                    | 25.5 (77.9)                    | 25.3 (77.5)                    | 25.3 (77.5)                    | 25.2 (77.4)                    | 25.4 (77.7)                    |
| متوسط درجة الحرارة الصغرى °م (°ف)        | 20.1 (68.2)                    | 20.1 (68.2)                    | 20.4 (68.7)                    | 20.3 (68.5)                    | 19.7 (67.5)                    | 17.7 (63.9)                    | 17.6 (63.7)                    | 19.1 (66.4)                    | 19.7 (67.5)                    | 19.8 (67.6)                    | 20 (68)                        | 20.2 (68.4)                    | 19.6 (67.2)                    |
| الهطول مم (إنش)                          | 150 (5.9)                      | 133 (5.2)                      | 202 (8.0)                      | 161 (6.3)                      | 66 (2.6)                       | 20 (0.8)                       | 9 (0.4)                        | 32 (1.3)                       | 140 (5.5)                      | 157 (6.2)                      | 233 (9.2)                      | 207 (8.1)                      | 1٬510 (59.5)                   |
| المصدر: Climate-Data.org, altitude: 614m |                                |                                |                                |                                |                                |                                |                                |                                |                                |                                |                                |                                |                                |